# Saint-Michel (ancienne circonscription fédérale)
Pour les articles homonymes, voir Saint-Michel.
Saint-Michel (aussi connu sous le nom de Saint-Michel—Ahuntsic) fut une circonscription électorale fédérale du Québec, située sur l'île de Montréal. Elle fut représentée à la Chambre des communes de 1968 à 1988.

## Géographie
En 1966, la circonscription comprenait:
- Les villes de Saint-Léonard et de Saint-Michel
- Une partie de la ville de Montréal

## Historique
La circonscription a été créée en 1966 avec des portions de Mercier et de Papineau. Renommée Saint-Michel—Ahuntsic en 1983, elle fut abolie en 1987 et redistribuée parmi les circonscriptions d'Ahuntsic et de Papineau—Saint-Michel.
| Législature                                      | Années    | Député | Député          | Parti   |
| ------------------------------------------------ | --------- | ------ | --------------- | ------- |
| Saint-Michel issue de Mercier et Papineau        |           |        |                 |         |
| 28e                                              | 1968–1972 |        | Victor Forget   | Libéral |
| 29e                                              | 1972–1974 |        | Monique Bégin   | Libéral |
| 30e                                              | 1974–1979 |        | Monique Bégin   | Libéral |
| 31e                                              | 1979–1980 |        | Thérèse Killens | Libéral |
| 32e                                              | 1980–1984 |        | Thérèse Killens | Libéral |
| Saint-Michel—Ahuntsic                            |           |        |                 |         |
| 33e                                              | 1984–1988 |        | Thérèse Killens | Libéral |
| Dissoute parmi Ahuntsic et Papineau—Saint-Michel |           |        |                 |         |